# Tetanocera ornatifrons
Tetanocera ornatifrons är en tvåvingeart som beskrevs av Frey 1924. Tetanocera ornatifrons ingår i släktet Tetanocera och familjen kärrflugor. Arten är reproducerande i Sverige. Inga underarter finns listade i Catalogue of Life.